# Ingoberga
Ingeberge lub Ingoberga (ok. 519-589) – królowa Franków z VI wieku, pierwsza żona Chariberta I.
Ingoberga jest wymieniana w pismach Grzegorza z Tours, który twierdzi że opuściła dwór z powodu męża. Król spowodował skandal w pałacu, jego dwie nałożnice: Merofledia i  Marcowefa były córkami gręplarza wełny. Odeszła z dworu prawdopodobnie przed  565 rokiem. Przeniosła się do Tours i w 589 nakazała biskupowi i  kronikarzowi Grzegorzowi z Tours spisanie swej woli. Stwierdza on, że miała wtedy około siedemdziesięciu lat.
Jej córka św. Berta była królową Kentu, żoną tamtejszego władcy Ethelberta I.